# Cedric Hählen
Cedric Hählen (* 19. September 1981; seit 9. März 2012 am Hidden Peak (Pakistan) vermisst) war ein Schweizer Bergsteiger.

## Biographie
Cedric Hählen begann in seiner Jugend mit dem Klettern und Bergsteigen in den Alpen. Später folgten Expeditionen zu den Achttausendern im Himalaya und Karakorum.
Am 9. März 2012 oder in den Tagen danach kam Hählen zusammen mit Gerfried Göschl (Österreich) und Nisar Hussain (Pakistan) beim Versuch der ersten Winterbesteigung des 8080 Meter hohen Gasherbrum I (Hidden Peak) ums Leben.

## Alpinistische Leistungen
(Auszug)
- K2 8611 m, Karakorum, Pakistan, Besteigung 2004
- Gasherbrum II East, Karakorum, Pakistan, Besteigung 2006
- Broad Peak Foresummit, Karakorum, Pakistan, Besteigung 2006
- Kangchendzönga, Himalaya Indien/Nepal, Besteigung 2011
- Gasherbrum I, Karakorum, Pakistan, Versuch der ersten Winterbesteigung 2012, seit dem verschollen.